# پنجزاری‌ماهیان
پنجزاری‌ماهیان یا فروکوماهیان (نام علمی: Leiognathidae)

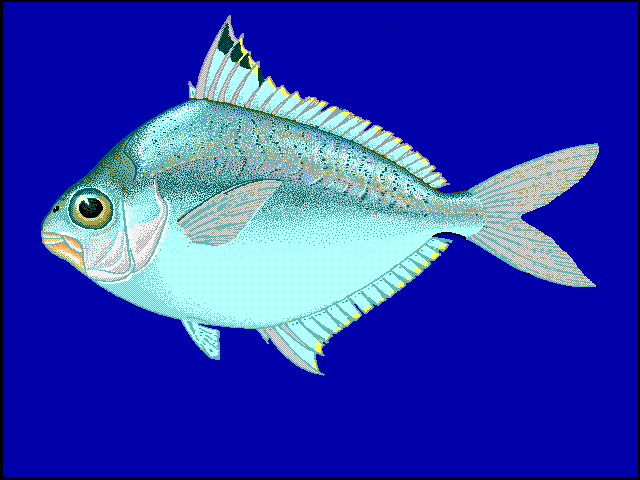
گونه‌ای از پنجزاریماهیان

(به انگلیسی: Ponyfish ،toothponies) تیره‌ای از سوف‌ماهی‌شکلان هستند.

## ریخت‌شناسی
اندازهٔ متوسط این ماهیان حدود ۱۵ سانی‌متر است. طول آن‌ها گاه به ۲۵ سانتی‌متر نیز می‌رسد. بدن دراز آن‌ها بیضی‌شکل بوده و در مقطع فشرده و بدون فلس و با ستیغ‌های استخوانی می‌باشد. فلس‌های این ماهی کوچک و گرد بوده و در ناحیهٔ شکمی وجود ندارد.
بالهٔ پشتی این ماهی‌ها از دو بخش تشکیل شده است که یکی خاردار و دیگری فاقد خار می‌یاشد. بالهٔ مخرجی آن‌ها نیز دارای ۳ شعاع سخت، بالهٔ شکمی ۱ شعاع سخت و بالهٔ دمی نیز که دارای شکافی عمیق است ۵ شعاع نرم است.
چانهٔ آن‌ها فرورفته و دهان آن‌ها نوک مانند بوده و دارای دندان‌های ریز خارمانند است که به صورت گروهی بر روی دو فک دیده می‌شوند. شکاف انتهایی دهان نیز افقی و قابل ارتجاع است.

## زیست‌شناسی
پنجزاریماهیان در آب‌های شور و کم‌عمق ساحلی زندگی می‌کنند. بعضی از گونه‌های این تیره به طور دسته‌جمعی و در گروه‌های متراکم حرکت می‌کنند.
آن‌ها گوشت‌خوار بوده و از ماهیان کوچک، میگو و سخت‌پوستان تغذیه می‌کنند.

## اهمیت اقتصادی
پنجزاری‌ماهیان به وسیلهٔ تورهای کیسه‌ای، ترال کف یا تورگردان‌های ساحلی قابل صید می‌باشند و به صورت تازه، خشک یا نمک‌سود مصرف می‌شوند. همچنین برای تهیهٔ آرد ماهی مورد استفادهٔ کارخانه‌ها قرار می‌گیرند.